# Formazione Baldr
La formazione Baldr, o formazione Balder, è una formazione geologica risalente al primissimo Eocene, che si trova nella parte centrale e settentrionale del Mare del Nord nel bacino delle Fær Øer-Shetland.
La formazione prende la denominazione da Baldr, una divinità della mitologia norrena.
Alla base della formazione si trovano vari strati di tufo, depositatisi per ricaduta susseguente alle eruzioni vulcaniche associate alla provincia magmatica del Nord Atlantico.